# Виале, Бенедетто
Бенедетто Виале (итал. Benedetto Viale; Генуя,1660 — Генуя, 1749) — дож Генуэзской республики.

## Биография
Родился в Генуе в 1660 году. В молодости занимался дипломатической службой и служил представителем Республики при ряде европейских дворов: Арагона, Святейшего Престола в Риме, Англии, Франции и Нидерландов.
Вернувшись в Геную, был назначен верховным судьей Западной Ривьеры в 1696 году, служил в магистратах уголовных дел (1703), войны, иностранной валюты и государственных инквизиторов (1713).
Был избран дожем 30 сентября 1717 года, 144-м в истории Генуи, став одновременно королём Корсики. Во время его правления разразилась серьезная засуха в Генуе и Лигурии летом 1718 года. По инициативе дожа 2 августа торговцы закрыли свои лавки, а население приняло участие в ежегодном празднике Тела Христова и торжественном крестном ходе с прахом покровителя, святого Иоанна Крестителя, с просьбой о дожде. Через несколько дней шел пошел дождь, и ободренное население пропело благодарственный молебен в адрес дожа.
Его мандат завершился 30 сентября 1719 года, после чего, скорее всего, занимал государственные должности в структуре управления Республикой. Умер в Генуе в 1749 году и был похоронен в церкви Сан-Рокко в Гранароло.

### Личная жизнь
От брака с Джованной Де Асте имел единственного сына Аугусто Виале, который в 1750 году станет дожем Генуи.